# BET 어워드
BET 어워드(BET Awards)는 블랙 엔터테인먼트 텔레비전 네크워크에서 매년 아프리카계 미국인과 음악의 다른 소수 민족을 대상으로 엔터테인먼트 분야에서 활동했던 스타들에게 수여하는 시상식이다. 2001년 시작되었으며 시상식은 매년 생방송으로 진행된다.

## 장소
2001년 개최 시상식은 라스베이거스 스트립에 있는 파리 리조트에서 개최하였다. 2002년부터 2005년까지 할리우드 코닥 극장에서 열렸다. 이후 2006년부터 로스앤젤레스에서 열렸다.

## 역대 진행자
- 2001, 2002: 스티브 하비 & 세드릭 더 엔터테이너
- 2003, 2004: 모니크
- 2005: 윌 스미스 & 제이다 핑킷 스미스
- 2006: 데이먼 웨이먼스
- 2007: 모니크
- 2008: D.L. 하이리
- 2009: 제이미 폭스
- 2010: 퀸 라티파
- 2011: 케빈 하트
- 2012: 새뮤얼 L. 잭슨
- 2013: 크리스 터커
- 2014: 크리스 록
- 2015, 2016: 앤서니 앤더슨 & 트레이시 엘리스 로스

## 역대 수상 순위
2016년도까지
| 순위     | 1위     | 2위           | 3위         | 4위                                  | 5위                 |
| -------- | ------- | ------------- | ----------- | ------------------------------------ | ------------------- |
| 아티스트 | 비욘세  | 크리스 브라운 | 니키 미나즈 | 칸예 웨스트 세레나 윌리엄스 드레이크 | 제이지 T.I. 릴 웨인 |
| 총 수상  | 24 수상 | 14 수상       | 11 수상     | 9 수상                               | 6 수상              |

## 역대 수상자

### 최우수 알앤비 & 팝 아티스트
| 최우수 알앤비 & 팝 아티스트 상 | 최우수 알앤비 & 팝 아티스트 상 | 최우수 알앤비 & 팝 아티스트 상                          | 최우수 알앤비 & 팝 아티스트 상 | 최우수 알앤비 & 팝 아티스트 상                            |
| 년도                           | 여성부문 수상자                | 여성부문 후보                                           | 남성부문 수상자                | 남성부문 후보                                             |
| ------------------------------ | ------------------------------ | ------------------------------------------------------- | ------------------------------ | --------------------------------------------------------- |
| 2016                           | 비욘세                         | 아델 앤드라 데이 케이 미쉘 리한나                       | 브라이슨 틸러                  | 크리스 브라운 제레미 더 위켄드 타이리스 깁슨              |
| 2015                           | 비욘세                         | 저넬 모네이 제인 아이코 케이 미쉘 리한나 시에라         | 크리스 브라운                  | 어거스트 알시나 존 레전드 더 위켄드 트레이 송즈 어셔      |
| 2014                           | 비욘세                         | 저넬 모네이 제인 아이코 케이 미쉘 리한나 타마 브랙스턴  | 퍼렐 윌리엄스                  | 크리스 브라운 존 레전드 저스틴 팀버레이크 어거스트 알시나 |
| 2013                           | 리한나                         | 비욘세 타마 브랙스턴 앨리샤 키스 엘 바너                | 미구엘                         | 크리스 브라운 브루노 마스 저스틴 팀버레이크 어셔          |
| 2012                           | 비욘세                         | 마샤 암브로시우스 메리 J. 블라이즈 멜라니 피오나 리한나 | 크리스 브라운                  | 브루노 마스 미구엘 트레이 송즈 어셔                       |
| 2011                           | 리한나                         | 비욘세 케리 힐슨 제니퍼 허드슨 마샤 암브로시우스        | 크리스 브라운                  | 브루노 마스 시로 그린 트레이 송즈 어셔                    |
| 2010                           | 앨리샤 키스                    | 비욘세 메리 J. 블라이즈 멜라니 피오나 리한나            | 트레이 송즈                    | 크리스 브라운 맥스웰 라힘 드본 어셔                       |
| 2009                           | 비욘세                         | 키샤 콜 케리 힐슨 제니퍼 허드슨 재즈민 설리번           | 니요                           | 더 드림 제이미 폭스 라이언 레슬리 티페인                  |
| 2008                           | 앨리샤 키스                    | 메리 J. 블라이즈 키샤 콜 머라이어 캐리 리한나           | 크리스 브라운                  | 라힘 드본 제이 홀리데이 니요 트레이 송즈                  |
| 2007                           | 비욘세                         | 메리 J. 블라이즈 시에라 제니퍼 허드슨 커린 베일리 레이  | 니요                           | 에이콘 존 레전드 제럴드 레버트 로빈 티케                  |
| 2006                           | 메리 J. 블라이즈               | 인디아 아리 머라이어 캐리 키샤 콜 비욘세                | 프린스                         | 제이미 폭스 크리스 브라운 니요 앤서니 해밀턴              |
| 2005                           | 앨리샤 키스                    | 질 스콧 에이머리 머라이어 캐리 시에라 판타지아 배리노   | 어셔                           | 앤서니 해밀턴 존 레전드 마리오 프린스                     |
| 2004                           | 비욘세                         | 메리 J. 블라이즈 재닛 잭슨 앨리샤 키스 모니카           | 어셔                           | 앤서니 해밀턴 루벤 스터다드 R. 켈리 루서 밴드로스         |
| 2003                           | 인디아 아리                    | 에이머리 비비안 그린 헤더 헤들리 에리카 바두            | 자하임, R. 켈리 (공동수상)     | 뮤지크 소울차일드 저스틴 팀버레이크 지누와인              |
| 2002                           | 인디아 아리                    | 앨리샤 키스 알리야 메리 J. 블라이즈 페이스 에반스       | 어셔                           | 크레이그 데이비드 뮤지크 소울차일드 맥스웰 자하임         |
| 2001                           | 메리 J. 블라이즈               | 알리야 질 스콧 자넷 잭슨 에리카 바두                    | 뮤지크 소울차일드              | R. 켈리 칼 토머스 조 맥스웰                               |